# Live in Reykjavik
Live in Reykjavik ist ein Livealbum der Industrial-Band Psychic TV, das 1987 auf dem gruppeneigenen Label Temple Records erschienen ist. Das Album ist inzwischen zu einem Industrial-Klassiker avanciert.

## Musikstil
Das Album enthält Live-Aufnahmen von einem Konzert in Reykjavík, Island vom November 1983. Auf dem Album zeigen sich Psychic TV von ihrer rituellen Seite, die Musik ist eine düster anmutende Collage aus Tapeloops, Percussion und verzerrtem Industrial-Klangteppich. Zum Klangbild steuert auch der Isländer Hilmar Örn Hilmarsson bei, der Edda-Rezitationen von Sveinbjörn Beinteinsson einspielt. Guðlaugur Kristinn Óttarsson wirkte durch eine „P-Meter“ genannten Sampletechnologie, mittels derer er beispielsweise Glockentöne über Stimmsignal ansteuerte, aus der Ferne an den Aufnahmen mit. Die einzelnen Titel des Albums werden von mehreren kurzen Einspielungen mit O-Ton eines heidnischen Ásatrú-Taufrituals unterbrochen.

## Veröffentlichungen
Die Live-Aufnahmen aus Reykjavík erschienen erstmals in einer Auflage von 2300 Exemplaren in Island 1984 unter dem Titel Those Who Do Not zunächst als Doppel-LP. Mit einer limitierten Erstauflage von 5000 Exemplaren erschienen die auf eine LP abgespeckten Aufnahmen unter dem Titel Live in Reykjavik am 23. März 1987 als fünftes einer geplanten Serie von 23 Live-Alben der Band auf deren eigenen Label Temple Records. Die ersten neun Alben der Live-Serie enthielten jeweils ein Voucher genanntes Teilstück eines Totenschädel-Motivs, gegen dessen komplette Einsendung die zehnte LP der Serie, die Picture Disc Psychedelic Violence, erhältlich war. Die Serie wurde jedoch nicht im geplanten Umfang komplettiert.
Live in Reykjavik wurde mehrfach (auch unter dem Titel Those Who Do Not) als CD neu aufgelegt. Zum Zeitpunkt seines Erscheinens hat das Album aufgrund der geringen Erstauflagen und wegen der inflationären Masse an Serienveröffentlichungen der Band in beinahe monatlichem Rhythmus kaum nennenswerte Resonanz erzeugt. In der Retrospektive des bisherigen Gesamtwerks der Band stellt Live in Reykjavik jedoch einen wichtigen Markstein des von ihr geprägten Genres dar.

## Titelliste
1. Those Who Do Not – 5:15
2. Attraction Romana – 7:11
3. Burn Again Fear – 2:53
4. Astru (Pagan) Marriage – 1:40
5. Thee Wolf Pack – 7:23
6. Meanwhile... – 3:44
7. Nursery With Scar – 7:08
8. Hoh Skinhead – 2:43

Die restliche Spielzeit ergibt sich aus den Einspielungen zwischen den Liedern.